# Včela medonosná středoafrická
Včela medonosná středoafrická (Apis mellifera scutellata, známa také jako východoafrická nížinná včela) je poddruh včely medonosné. Pochází ze střední, jižní a východní Afriky, i když na jihu je nahrazena včelou kapskou (Apis mellifera capensis). Tento poddruh tvoří jednu genetickou část afrikanizovaných včel (také známých jako "zabijácké včely"), které se nekontrolovaně šíří Severní a Jižní Amerikou.

## Morfologie
Vzhled středoafrické včely je velmi podobný evropským poddruhům, je však o něco menší. Její horní část těla je pokryta ochlupením a její břicho je černě pruhované.

## Charakter
Žihadlo jedné středoafrické včely není o nic jedovatější než jedno bodnutí evropských včel. Rozdíl je v tom, že středoafrické včely  reagují na vyrušení daleko rychleji než evropské včely a útočí ve větším počtu. V reakci na vnímanou hrozbu vysílají třikrát až čtyřikrát více včel. Pronásledují také vetřelce na větší vzdálenost od úlu. Ačkoli jsou známe případy, že lidé zemřeli v důsledku 100–300 bodnutí, odhaduje se, že průměrná smrtelná dávka pro dospělého člověka je 500–1100 včelích bodnutí.
Pokud jde o produkci medu, ve svém přirozeném prostředí a v neotropech produkuje středoafrická včela mnohem více medu než její evropské protějšky. Není jasné, zda je to způsobeno vynikající schopností shromažďovat nektar, nedostatečnou přizpůsobivostí evropských včel pro tropické prostředí nebo obojím.
Produkce více rojů a útěk (opuštění hnízda) jsou také příklady adaptivních vlastností pro tropické včely. V dobách delšího nedostatku migrují do oblasti s lepším zdrojem potravy, což je strategie, kterou uplatňuje i včela obrovská (Apis dorsata), spíše než čekání na lepší období (u evropských a orientálních včel). 
Včela středoafrická prospívá v tropických oblastech a není dobře přizpůsobena pro chladné oblasti a oblasti vydatnými srážkami.

## Interakce s včelami kapskými
Zavlečení včely kapské do severní a jižní Afriky představuje hrozbu pro středoafrické včely. Včela kapská je mezi poddruhy včel medonosných jedinečná, protože včely dělnice mohou klást diploidní dělničí vajíčka pomocí thelytokie (druh partenogeneze, kdy se samice rodí z neoplozených vajíček), zatímco dělnice jiných poddruhů (ve skutečnosti neoplozené samice prakticky všeho ostatního eusociálního hmyzu) mohou snášet pouze haploidní (neoplozené), trubčí vajíčka (v případě včel trubčice). V roce 1990 včelaři převezli včely kapské na sever Jižní Afriky, kde se přirozeně nevyskytují.  Rozmnožování diploidních samic bez oplodnění obchází eusociální hmyzí hierarchii. V důsledku toho "parazitické" včely kapské se v hostitelském včelstvu rozmnožují, zatímco počet včel středoafrických klesá, navíc včely kapské se nevěnují ve stejné míře donášení nektaru. Genetická výhoda thelytokie vede k úbytku středoafrických včel ve včelstvu a finálně ke smrtí včelí matky.